# غيردا بنغتسون
غيردا بنغتسون (بالدنماركية: Gerda Bengtsson)‏ هي فنانة منسوجات ‏ دنماركية، ولدت في 6 فبراير 1900 في فريدريكسبرغ في الدنمارك، وتوفي بنفس المكان في 13 ديسمبر 1995.